# Nedra Talley
Nedra Talley, nacida Nedra Talley Ross (Nueva York, 27 de enero de 1946), es una cantante norteamericana conocida por haber sido miembro del girl group, The Ronettes, junto a sus primas Ronnie y Estelle Bennett. Talley tiene ascendencia afroamericana, nativa americana y puertorriqueña. En 2007, The Ronettes fueron incluidas en el Salón de la Fama del Rock and Roll.

## Biografía
Nedra Talley comenzó a cantar de niña en el ámbito familiar junto a sus hermanas y primas. En 1957 se formó el grupo que más tarde se convertiría en The Ronettes. La banda estaba compuesta por Nedra, Ronnie, Estelle, Diane y Elaine, a las que más tarde se unió un primo de todas ellas llamado Ira. Con esta formación se presentaro en el Teatro Apollo de Harlem. Tras esta actuación Ira, Elaine y Diane abandonaron el grupo y Ronnie, Estelle y Nedra formaron definitivamente el trío que saltaría a la fama.

## Carrera musical
En 1967, Talley y Estelle Bennett abandonaron The Ronettes, según parece debido a la injerencia del productor, y más tarde esposo de Ronnie Phil Spector. Talley además conoció a su futuro marido, Scott Ross y se convirtió en una ferviente cristiana, decidida a hacerse un hueco en la música de inspiración religiosa, lo que influyó también en su decisión de abandonar la banda.
En 1977, Talley grabó un buen número de canciones cristianas, escritas por el director musical de su iglesia, Ted Sandquist, que se recogieron en el álbum The Courts of the King: The Worship Music of Ted Sandquist. Uno de los temas, el medley, "Love of My Lord" / "Redwood Tree" fue lanzado como sencillo promocional. El guitarrista Phil Keaggy también participó en al menos dos de los temas del álbum.
En 1978, Talley grabó Full Circle, un álbum de música cristiana, de nuevo acompañada de Keaggy. El álbum fue producido por su marido, Scott Ross. Curiosamente, el cuadernillo interno del álbum mostraba la biografía de Talley (y la historia de su salvación), pero también una foto tomada a mediados de los años 60 a bordo de un avión con Talley y su compañera Ronette, Estelle Bennett, compartiendo asientos con John Lennon y George Harrison de The Beatles, que fueron grandes admiradores de las Ronettes.
En 2000, un álbum cuádruple de Roger McGuinn publicado bajo el título de The Folk Den Project (1995-2005), que recogía grabaciones folk antiguas, incluyó el tema "Follow the Drinking Gourd", con Talley haciendo coros para McGuinn.

## Vida privada
Talley está casada con Scott Ross, un ex-DJ convertido en entrevistador para The 700 Club en la Christian Broadcasting Network, con el que tiene cuatro hijos. Talley se dedica al negocio inmobiliario y reside junto con su esposo en Virginia Beach, Virginia.